# Delta Sculptoris
Delta Sculptoris (δ Scl, δ Sculptoris) è una stella tripla nella costellazione dello Scultore. Dista 137 anni luce dal sistema solare.

## Caratteristiche fisiche
La componente principale ha magnitudine 4,6, ed è una stella bianca di sequenza principale avente una massa 2,3 volte quella del Sole ed una luminosità 29 volte superiore.
La compagna più vicina, Delta Sculptoris B,  è di undicesima magnitudine e dista 4 secondi d'arco dalla principale, il che equivale, a quella distanza, a circa 175 UA.
La terza componente ha magnitudine apparente 9,4 ed è molto più distante dalla principale; si trova a 74 secondi d'arco di distanza ed è una nana arancione di classe K1V.